# Solčianky
Solčianky jsou obec na Slovensku v okrese Topoľčany v Nitranském kraji. Žije v ní 265 obyvatel.

## Historie
První písemná zmínka o obci ve Zborské listině z roku 1113, kde byla uváděna jako Celsan. Další názvy jsou Scelchan z roku 1245, Solcžaky z roku 1773, Selčianky z roku 1929 a od roku 1945 nese název Solčianky, maďarsky Szolcsánka. Ve 14. století náležela panství hradu Topoľčany, následně na čas Matúši Čákovi. V roce 1835 je vlastnily rodiny Erdődyů a Orczyů. V roce 1570 ve vsi bylo osm domácností, z nichž pouze jedna byla obydlená. V letech 1715–1720 zde byly vinice a tři domácnosti, v roce 1787 žilo v 22 domech 140 obyvatel a v roce 1828 žilo 149 obyvatel ve 22 domech. Hlavní obživou bylo zemědělství a ovocnářství. V roce 1916 v obci probíhala stávka zemědělských dělníků. Do roku 1918 patřila obec v Nitranské župě k Uherskému království, poté se stala součástí Československa a následně Slovenska. V období první republiky obyvatelé převážně pracovali v zemědělství. V letech 1976–1990 byly Solčianky součástí obce Norovce.

## Památky
V obci je římskokatolický filiální kostel Krista Krále, který byl postaven v roce 1949.  Jednolodní stavba s vestavěnou věží byla 6. listopadu 1949 vysvěcena. Kostel s pozlaceným oltářem náleží pod farnost Krušovce, děkanát Topoľčany, diecéze nitranská.
Barokní socha svatého Urbana.

## Přírodní poměry
Obec leží ve střední části Nitranské pahorkatiny podél Solčianského potoku, pravostranného přítoku Bebravy. Podle regionálního geomorfologického členění Slovenska obec patří do celku Podunajská pahorkatina, podcelek Nitranská pahorkatina a okrsku Bojnianská pahorkatina. Rovinatá až mírně zvlněná pahorkatina je členěna úvaly a údolími ve směru severozápad-jihovýchod. Území leží v nadmořské výšce v rozmezí 188–266 m, střed obce leží ve výšce 209 m n. m. Území je tvořeno neogenními sedimenty, které jsou kryté spraší a sprašovými hlínami. Z půdních typů je zastoupena hnědozem. Místy se vyskytují dubohabřinové porosty. Celková rozloha území je 2,66432 km², z toho v roce 2020 připadalo 88 % na zemědělskou půdu. Celkové využití půdy (2020): 80 % orná půda, 3 % zahrady a 4 % lesy. V roce 2023 připadalo 234,22 ha na zemědělskou půdu, z toho byla 213,70 ha orná půda a 7,23 ha zahrady. Lesy zaujímaly 9,45 ha, 1,97 ha vodní plochy a 13,02 ha zastavěná plocha a nádvoří. Obec sousedí:
| Norovce   | Chudá Lehota, Livinské Opatovce, | Rajčany        |
| Topoľčany |                                  | Horné Chlebany |
|           | Krušovce                         | Krušovce       |